# Alcidae
Los álcidos (Alcidae) son una familia de aves del orden Charadriiformes. Incluye diversas especies de aves marinas como los frailecillos, las alcas y los araos, entre otros. Tienen un parecido superficial a los pingüinos, aunque no son de la misma familia. Se trata de un caso de evolución convergente.

## Descripción
Las alcas son superficialmente similares a los pingüinos, ya que tienen colores blancos y negros, postura erguida y algunos de sus hábitos. Sin embargo, no están estrechamente relacionados con los pingüinos, sino que se cree que son un ejemplo de evolución convergente moderada. Las alcas son monomórficas (los machos y las hembras tienen un aspecto similar).
Las alcas existentes varían en tamaño desde la alcita pequeña, con 85 g (3 oz) y 15 cm, hasta el arao de pico ancho, con 1 kg y 45 cm.  Debido a sus cortas alas, las alcas tienen que batirlas muy rápidamente para volar.
Aunque no en la medida de los pingüinos, las alcas han sacrificado en gran medida el vuelo, y también la movilidad en tierra, a cambio de la capacidad de nadar; sus alas son un compromiso entre el mejor diseño posible para bucear y el mínimo necesario para volar. Esto varía según la subfamilia, siendo los araos Uria (incluido el alca común) y los múridos los más eficientes bajo el agua, mientras que los frailecillos y las alcas están mejor adaptados para volar y caminar.

## Alimentación y ecología
El comportamiento alimentario de las alcas se compara a menudo con el de los pingüinos; ambos grupos son buceadores de persecución impulsados por las alas. En la región donde viven las alcas, su única competencia de aves marinas son los cormoranes (que se impulsan en picado con sus fuertes patas). En las zonas donde los dos grupos se alimentan de la misma presa, las alcas tienden a alimentarse más lejos de la costa. Los múridos, que nadan con fuerza, cazan peces más rápidos, mientras que las alcas capturan kril, que se mueve más lentamente. Los registradores de profundidad de las alcas han demostrado que pueden sumergirse hasta 100 m en el caso de los araos Uria, 40 m para los araos Cepphus y 30 m para las alcas.

## Cría y colonias
Las alcas son aves pelágicas, que pasan la mayor parte de su vida adulta en mar abierto y bajan a tierra sólo para reproducirse, aunque algunas especies, como el arao común, pasan gran parte del año defendiendo su lugar de anidación de otros.
Las alcas son monógamas y suelen formar parejas para toda la vida. Suelen poner un solo huevo y utilizan el lugar de anidación año tras año.
Algunas especies, como los araos (murres) de Uria, anidan en grandes colonias en los bordes de los acantilados; otras, como los araos Cepphus, se reproducen en pequeños grupos en las costas rocosas; y los frailecillos, alcas y algunos araos anidan en madrigueras. Todas las especies, excepto los mérreos Brachyramphus, son coloniales.

## Evolución y distribución

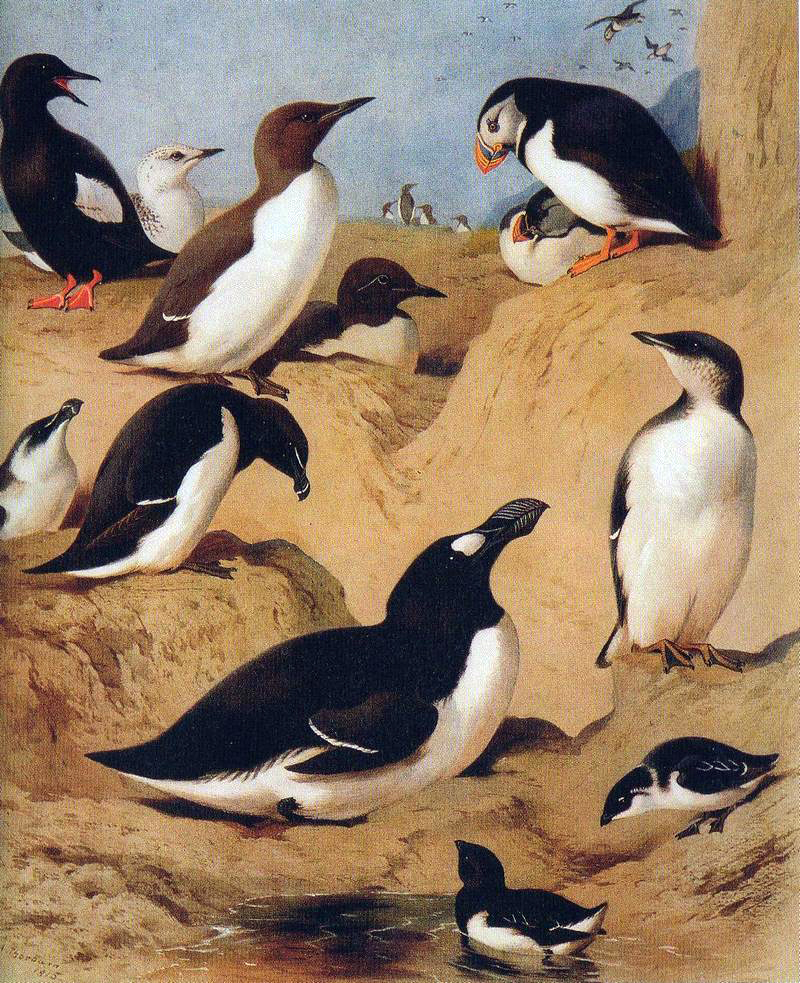
Alcas pintadas por Archibald Thorburn.

Tradicionalmente, se creía que las alcas eran uno de los primeros linajes distintos de charadriiformes debido a su morfología característica, pero los análisis genéticos han demostrado que estas peculiaridades son, en cambio, producto de una fuerte selección natural; a diferencia de, por ejemplo, los chorlitejos (un linaje de charadriiformes mucho más antiguo), las alcas cambiaron radicalmente de un estilo de vida de pájaro costero a un estilo de vida de ave marina buceadora. Así, hoy en día, las alcas ya no están separadas en su propio suborden (Alcae), sino que se consideran parte del suborden Lari, que por lo demás contiene gaviotas y aves similares. A juzgar por los datos genéticos, sus parientes vivos más cercanos parecen ser los skuas, y estos dos linajes se separaron hace unos 30 millones de años (Mya). Alternativamente, las alcas pueden haberse separado mucho antes del resto de los Lari y haber experimentado una fuerte evolución morfológica, pero lenta evolución genética, lo que requeriría una presión evolutiva muy alta, junto con una larga vida y una reproducción lenta.
Los primeros fósiles inequívocos de alcas son del Eoceno tardío, unos 35 Mya. El género Miocepphus', (del Mioceno, 15 Mya) es el más antiguo conocido a partir de buenos especímenes. Dos fósiles muy fragmentarios se suelen asignar a los Alcidae, aunque esto puede no ser correcto: Hydrotherikornis (Eoceno tardío) y Petralca (Oligoceno tardío). Se sabe que la mayoría de los géneros existentes existen desde el Mioceno tardío o el Plioceno temprano (unos 5 Mya). Se han encontrado fósiles del Mioceno tanto en California como en Maryland, pero la mayor diversidad de fósiles y tribus en el Pacífico lleva a la mayoría de los científicos a concluir que primero evolucionaron allí, y en el Mioceno del Pacífico se encuentran los primeros fósiles de género existentes. Los primeros desplazamientos entre el Pacífico y el Atlántico probablemente se produjeron hacia el sur (ya que no existía ninguna abertura septentrional hacia el Atlántico), con movimientos posteriores a través del océano Ártico. La subfamilia de los no voladores Mancallinae, que aparentemente estaba restringida a la costa del Pacífico del sur de Norteamérica y se extinguió en el Pleistoceno temprano, se incluye a veces en la familia Alcidae según algunas definiciones. Una especie, Miomancalla howardae, es el charadriiforme más grande de todos los tiempos.

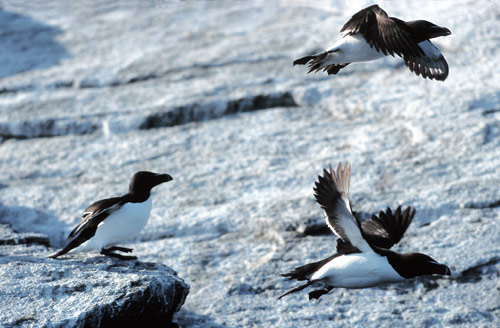
El Alca torda es un alca verdadera que sólo se encuentra en el océano Atlántico.

La familia contiene 25 especies existentes o extinguidas recientemente que se dividen en 11 géneros. Las alcas existentes (subfamilia Alcinae) se dividen en dos grupos principales: los frailecillos de pico alto (tribu Fraterculini) y las alcas (tribu Aethiini), en contraposición a los mérgulos de pico más fino y las alcas reales (tribu Alcini), y los araos y aracillas (tribus Brachyramphini y Cepphini). El ordenamiento tribal se basó originalmente en análisis de morfología y ecología. Secuencias de ADNmt citocromo b, y estudios de alozima confirman estos hallazgos, excepto que los mérgulos Synthliboramphus deberían dividirse en una tribu distinta, ya que parecen estar más estrechamente relacionados con los Alcini; en cualquier caso, la suposición de una relación más estrecha entre los primeros y los araos verdaderos sólo estaba débilmente respaldada por estudios anteriores.
De los géneros, sólo unas pocas especies se colocan en cada uno. Esto se debe probablemente a la reducida distribución geográfica de la familia (la más limitada de todas las familias de aves marinas) y a los periodos de avance y retroceso glaciar que han mantenido a las poblaciones en movimiento en una estrecha franja del océano subártico.
Hoy en día, como en el pasado, las alcas están restringidas a las aguas más frías del norte. Su capacidad para extenderse más al sur es limitada, ya que su método de caza de presas, el buceo de persecución, es menos eficaz en aguas más cálidas. La velocidad a la que pueden nadar los peces pequeños (que junto con el kril son las principales presas de las alcas) se duplica a medida que aumenta la temperatura de 5 a 15 grados Celsius (41,0 a 59,0 °F), sin que aumente la velocidad del ave. Las alcas más meridionales, en California y México, pueden sobrevivir allí gracias a las corrientes de agua marina ascendentes frías. Se considera que la escasez actual de alcas en el Atlántico (seis especies), en comparación con el Pacífico (19-20 especies), se debe a la extinción de las alcas atlánticas; el registro fósil muestra que había muchas más especies en el Atlántico durante el Plioceno. Las alcas también tienden a estar restringidas a las aguas de la plataforma continental y se reproducen en pocas islas oceánicas.
Hydotherikornis oregonus (Descrito por Miller en 1931), el supuesto alcido más antiguo del Eoceno de California, es en realidad un petrel (como revisó Chandler en 1990) y se reasigna a las tubenosas (Procellariiformes). Un artículo de 2003, "The Earliest North American Record of Auk (Aves: Alcidae) From the Late Eocene of Central Georgia", informa de una alca buceadora del Eoceno tardío, propulsada por alas, de la etapa Priabonain del Eoceno tardío. Estos sedimentos han sido datados en el Chandroniano NALMA {North American Land Mammal Age}, en una estimación de 34,5 a 35,5 millones de años en la escala temporal del Eoceno para los sedimentos que contienen fósiles de la Formación Clinchfield, Gordon, Condado de Wilkinson, Georgia. Además, los sedimentos que contienen esta porción no degradada de un húmero izquierdo (43,7 mm de longitud) son tropicales o subtropicales, como lo demuestra la abundancia de dientes de tiburón de aguas cálidas, vértebras de serpiente paleofitas y tortugas.

## Caza de alcas

### Uso preindustrial
Aunque los álcidos viven en regiones relativamente remotas, los humanos han utilizado durante mucho tiempo diversas especies de esta familia como fuente de alimento y materia prima para la confección de prendas de vestir. Se han encontrado restos de alcones gigantes en 40 yacimientos noruegos de Køkkenmøddinger, y existen hallazgos similares en excavaciones de Terranova que datan del 4.000 a. C. Se pueden encontrar rastros de asentamientos esquimales cerca de todas las colonias importantes de múridos de pico grueso en el Ártico oriental canadiense. En el Estrecho de Georgia, una vía fluvial del océano Pacífico, se encuentran Køkkenmøddinger que contienen, entre otros, restos de frailecillos y araos.

#### Uso alimentario

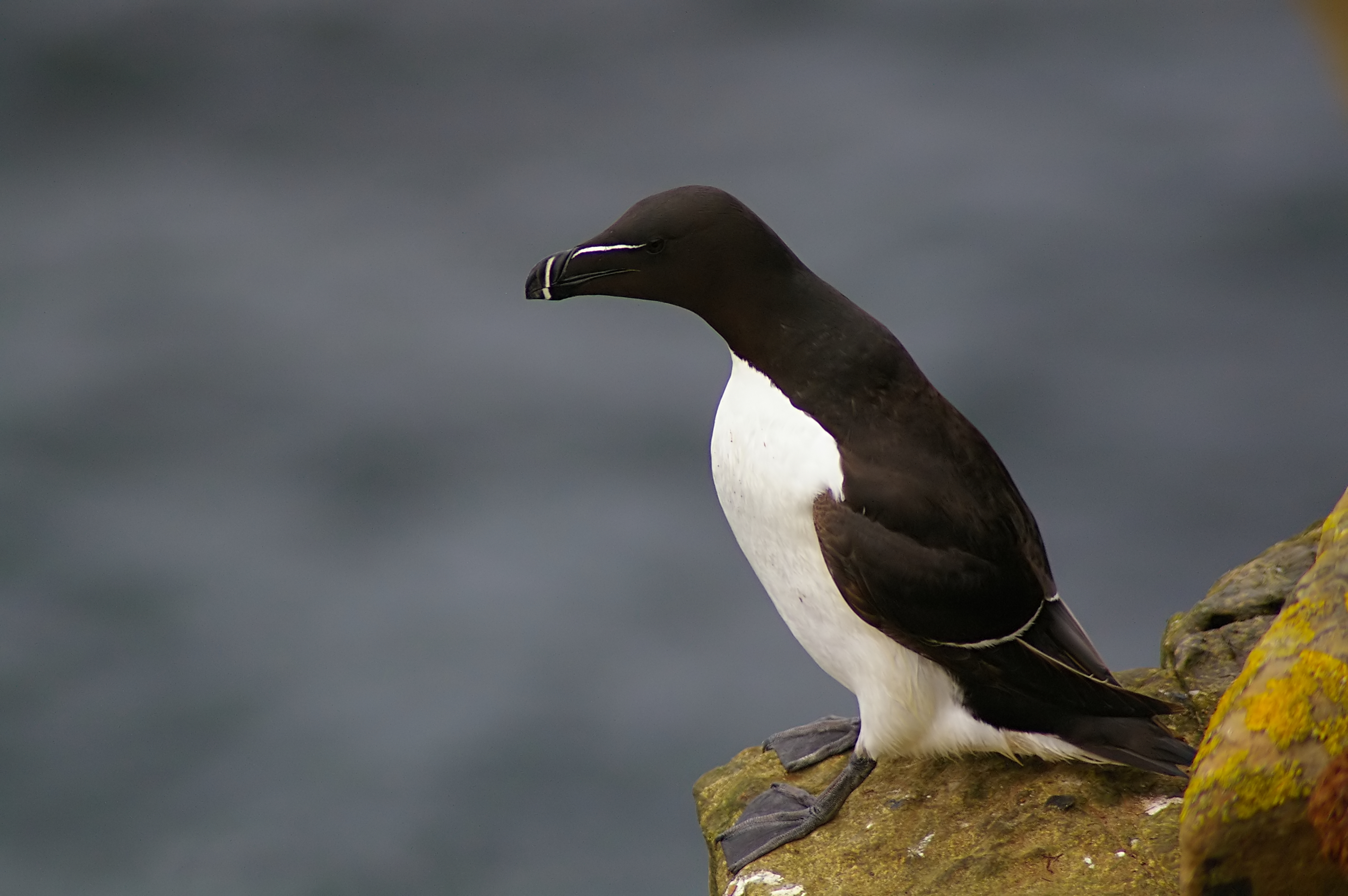
Alca torda.

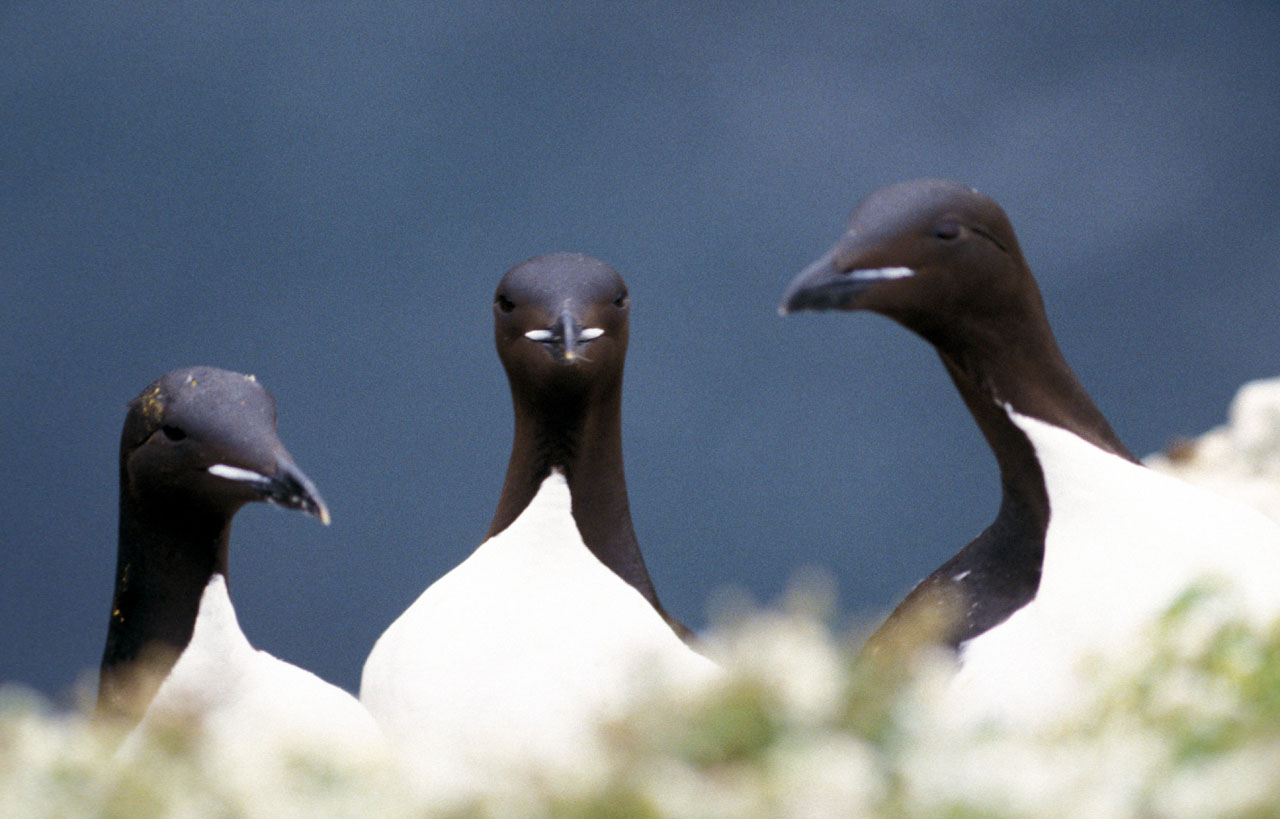
Arao de pico ancho.

Se utilizaban diversas técnicas para cazar aves de alcoba. Uno de los métodos más comunes, que se encuentra entre los pueblos esquimales del estrecho de Bering, así como entre los islandeses, los feroeses y los inuit del noroeste de Groenlandia, era el uso de una red atada a un palo largo. Los cazadores se escondían detrás de piedras o afloramientos rocosos y empujaban bruscamente estas redes hacia la trayectoria de vuelo de las aves nidificantes, que regresaban a las colonias de cría volando bajo. En la región de Qikiqtaaluk se utilizaban palos largos para golpear a las aves que pasaban. En Islandia, se colocaban trampas de lazo en pequeñas balsas ancladas en aguas costeras poco profundas para capturar araos, frailecillos y alcas. Las técnicas utilizadas para capturar principalmente álcidos voladores eran más sostenibles, ya que capturaban sobre todo aves no reproductoras. Normalmente, las aves no reproductoras volaban repetidamente en círculos sobre las colonias de cría, lo que significaba que eran cazadas de forma desproporcionada. El uso de trampas de lazo también se tradujo principalmente en la captura de aves reproductoras que aún no lo eran. Se calcula que en Islandia se capturaban anualmente entre 150.000 y 200.000 frailecillos con estos métodos, sin que ello provocara una tendencia poblacional negativa. Por el contrario, la caza de aves reproductoras en colonias, que se hizo común en Groenlandia durante el siglo XX, provocó un drástico descenso de la población de araos de pico gruesos.
Los huevos de los álcidos contienen mucha grasa y tienen yemas más grandes que los de la mayoría de las demás especies de aves terrestres. Por lo tanto, los humanos recolectaban tradicionalmente huevos de aves de alcoba y pueden haber contribuido a la relativa escasez de aves de alcoba en las islas costeras cercanas a los asentamientos humanos. La recolección de huevos de frailecillo y arao era común en St Kilda, Escocia, y las excavaciones también atestiguan esta práctica en Haida Gwaii, Canadá, e islas de Alaska. La mayoría de los pueblos indígenas de las regiones donde se criaban los álcidos desarrollaron técnicas para conservar la carne y los huevos para cuando los álcidos estuvieran en alta mar. Samuell Prickett, uno de los pocos que sobrevivieron a la exploración de la bahía que lleva su nombre por Henry Hudson, describió cómo los indígenas de esta región colgaban aves de alcoba en cabañas de piedra donde la carne se conservaba secándola al aire. Métodos similares se encuentran en las Hébridas Exteriores. En la región Qaanaaq de Groenlandia, la conservación de los buceadores cangrejeros cazados era aún más importante, ya que su carne era la única fuente de alimento en otoño hasta que el hielo marino se congelaba lo suficiente como para permitir la caza de focas. Las aves se cosían en pieles de foca, se enterraban en el suelo y después se comían crudas. El investigador canadiense Fred Bruemmer, que pudo probar la carne conservada con este método en 1950, comparó el sabor con el de un queso muy maduro.

#### Utilización como recurso para la confección
Las pieles de las aves álcidas eran de gran importancia sobre todo para los pueblos indígenas de América del Norte, en cuya región no se daba el caribú. Tanto los pueblos indígenas del golfo de San Lorenzo como los de las islas Aleutianas transformaban las pieles de alca crestadas y lund cornudos en parkas. En otras regiones, las pieles de frailecillo y buzo cangrejero se utilizaban para confeccionar prendas que se llevaban bajo las parkas de piel. En muchas regiones, los espectaculares picos de las especies Fratercula se utilizaban como adornos para prendas ceremoniales.

### SiglosXIXyXX

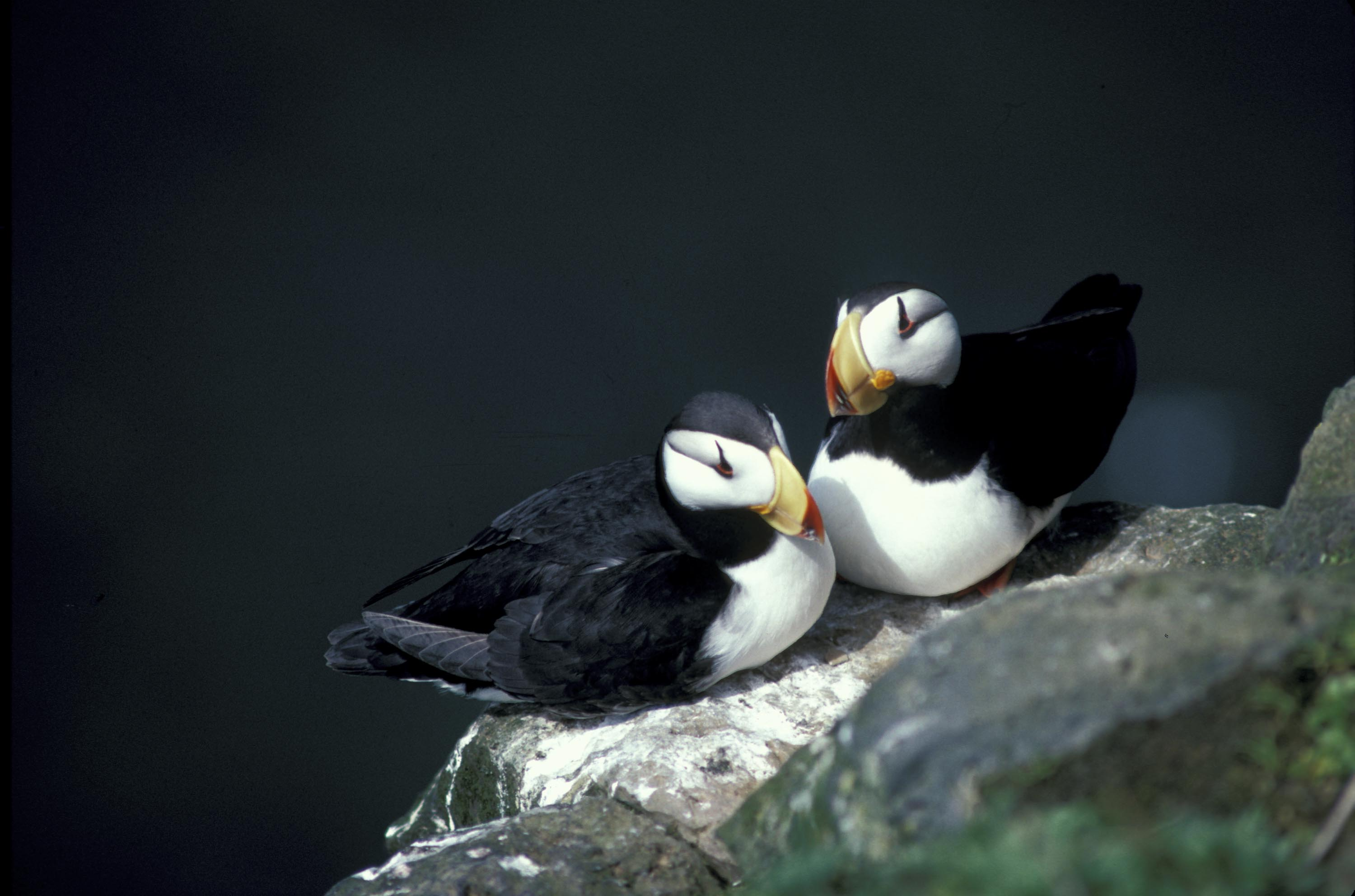
Hornlund

No hay pruebas de que las actividades de recolección de huevos y caza de los pueblos preindustriales que utilizaban las colonias de aves marinas exclusivamente con fines de subsistencia provocaran un descenso sostenido de la población entre ellos. La situación es diferente en el caso de la explotación comercial, que comenzó en el transcurso del siglo XIX y en la que las armas de fuego desempeñaron un papel fundamental. Las grandes colonias de álcidos del Golfo de San Lorenzo, descritas por John James Audubon en 1835, habían desaparecido en gran parte a finales del siglo XIX. El alca gigante se cazaba principalmente por sus plumas, por lo que se extinguió en la primera mitad del siglo XIX. En San Francisco, una ciudad en auge con la Fiebre del oro de California, los huevos de arao eran un producto tan valioso que la competencia entre los coleccionistas de huevos llegó a provocar tiroteos en 1863.
Las grandes aglomeraciones de aves de alcoba atraían a los zorros árticos, lo que llevó, por ejemplo, a que los pueblos indígenas de la región de Qikiqtaaluk, rica en aves de alcoba, tuvieran una parte desproporcionada de la exportación de pieles de Groenlandia en la década de 1940. En las islas Aleutianas, que también eran ricas en aves de alcoba y no tenían mamíferos depredadores hasta entonces, se introdujeron por tanto los zorros árticos. Mientras que los buceadores cangrejeros de Groenlandia tenían un comportamiento adaptado a la depredación por mamíferos depredadores, las aves de alcoba encontradas allí carecían de tal comportamiento. Los alcidos que se encontraban allí se extinguieron debido a la depredación del zorro ártico.
Los alcidos se siguen cazando hoy en día. La caza tradicional de araos y frailecillos sigue existiendo en Islandia y las Islas Feroe, aunque no a la escala de años anteriores. En el Ártico canadiense, los pueblos indígenas de la zona siguen teniendo derecho a cazar araos de pico grueso y a recoger sus huevos. Sin embargo, la recolección de huevos representa menos del uno por ciento de los huevos puestos por las aves reproductoras de allí. Los araos también se cazan en Terranova y Labrador.

## Especies
Los álcidos incluyen 10 géneros y 22 especies.
- Género Aethia
  - Aethia psittacula - mérgulo lorito
  - Aethia pusilla - mérgulo mínimo
  - Aethia pygmaea - mérgulo bigotudo
  - Aethia cristatella - mérgulo empenachado
- Género Alca
  - Alca torda - alca común
- Género Alle
  - Alle alle - mérgulo atlántico
- Género Brachyramphus
  - Brachyramphus marmoratus - mérgulo jaspeado
  - Brachyramphus perdix - mérgulo piquilargo
  - Brachyramphus brevirostris - mérgulo piquicorto
- Género Cepphus
  - Cepphus grylle - arao aliblanco
  - Cepphus columba - arao colombino
  - Cepphus carbo - arao de anteojos
- Género Cerorhinca 
  - Cerorhinca monocerata - alca unicórnea
- Género Fratercula
  - Fratercula arctica - frailecillo atlántico
  - Fratercula corniculata - frailecillo corniculado
  - Fratercula cirrhata - frailecillo coletudo
- Género Ptychoramphus
  - Ptychoramphus aleuticus - mérgulo sombrío
- Género Synthliboramphus
  - Synthliboramphus hypoleucus - alcita de alas claras
  - Synthliboramphus craveri - alcita de alas oscuras
  - Synthliboramphus antiquus - mérgulo antiguo
  - Synthliboramphus wumizusume - mérgulo japonés
- Género Uria
  - Uria aalge - arao común
  - Uria lomvia - arao de Brünnich

- Género Pinguinus  †
  - Pinguinus impennis †